# Ночела-Мора-Пјопо Монтијери (Фођа)
Ночела-Мора-Пјопо Монтијери (итал. Nocella-Morra-Pioppo Montieri) је насеље у Италији у округу Фођа, региону Апулија.
Према процени из 2011. у насељу је живело 68 становника. Насеље се налази на надморској висини од 697 м.